# Хрисанф (Щетковский)
Епископ Хрисанф (в миру Христофор Петрович Щетковский; 19 апреля (1 мая) 1869, слобода Сальская Орловка, Область Войска Донского — 22 октября (4 ноября) 1906, Одесса, Одесский уезд, Херсонская губерния, Российская империя) — епископ Русской православной церкви, епископ Елисаветградский, викарий Херсонской епархии. Духовный писатель.

## Биография
Родился в семье диакона Петра Петровича Щетковского (1837, станица Грушевская — 1894), служившего с 1854 года в Христорождественской церкви слободы Сальская Орловка Области войска Донского (ныне — Большая Орловка Мартыновского р-на Ростовской области). В 1884 году диакон Пётр Щетковский был переведён в церковь Флора и Лавра станицы Великокняжеской (ныне — город Пролетарск), а в 1887 году — в церковь Рождества Богородицы хутора Траилин. С 1885 года семья Щетковских владела собственным домом в станице Великокняжеской, где, возможно, будущий преосвященный познакомился с буддизмом.
В 1875 году начал учёбу в Орловском приходском училище и продолжил её в Новочеркасском духовном училище. В 1883 году поступил в Донскую духовную семинарию, в которой, в 1885 году, вероятно, был оставлен на второй год. В 1890 году окончил Донскую духовную семинарию по 2-му разряду и назначен псаломщиком Покровской церкви слободы Большая Крепкая.
В 1891 году рукоположен в сан иерея и назначен в церковь святых мучеников Флора и Лавра станицы Великокняжеской. В 1892 году назначен заведующим походной церковью Николая Чудотворца в поселении на Каменной балке (ныне — хутор Каменная Балка Орловского р-на) той же станицы, а с 18 октября 1894 года на постоянное служение.
В течение нескольких лет отец Христофор трудился миссионером в калмыцких степях. Просвещая калмыков светом учения Христа, он освоил их язык. Позже эти знания помогли ему овладеть и корейским языком.
Овдовев, в 1895 году поступил в Казанскую духовную академию будучи ещё студентом, в 1898 году постригся в монашество с именем Хрисанф.
В 1899 году окончил Казанскую духовную академию со степенью кандидата богословия и назначен начальником Российской Духовной Миссии в Корее с возведением в сан архимандрита.
Стал по сути основателем духовной миссии в Корее, так как его предшественнику архимандриту Амвросию (Гудко) власти запретили въезжать в страну.
Несколько лет проведённых архимандритом Хрисанфом в Корее стали временем становления миссии. Им была проделана огромная работа по организации школ, началу перевода богослужебных текстов (Священное Писание к этому времени уже давно было переведено на корейский язык протестантскими миссионерами). Он переводит на корейский язык «Краткий молитвослов», краткое изложение веры и выдержки из «Простых речей о великих делах Божьих» преосвященного Макария Томского. Был воздвигнут первый в Корее православный храм, освящённый в 1903 году.
В 1904 году, с началом Русско-японской войны, был вынужден покинуть Корею, оккупированную японцами, и прибыл в Санкт-Петербург.
Находясь в Петербурге, он познакомился и подружился с ректором Санкт-Петербургской духовной академии епископом Сергием (Страгородским).
17 мая 1904 года хиротонисан в Свято-Троицком соборе Александро-Невской Лавры во епископа Чебоксарского, викария Казанской епархии. Хиротонию совершали: митрополит Санкт-Петербургский Антоний (Вадковский), архиепископ Финляндский Николай (Налимов), архиепископ Казанский Димитрий (Ковальницкий), епископ Самарский Константин (Булычёв), епископ Ямбургский Сергий (Страгородский) и епископ Нарвский Антонин (Грановский).
С 27 августа 1905 года — епископ Елисаветградский, викарий Херсонской епархии. На Елисаветградскую кафедру был перемещён по болезни.
22 октября 1906 года скончался от скоротечной чахотки в Одессе, прожив всего 37 лет. Погребен там же.

## Труды
- «Миссионерская деятельность Высокопр. Вениамина, архп. Иркутского и Нерчинского». «Прав. Собес.» 1900, январь, с. 23.
- Православная Корейская (в Сеуле) духовная миссия. — Санкт-Петербург : Синод. тип., [1902]. — 19 с.
- Из писем корейского миссионера / Предисл.: нач. Рос. духовной миссии в Корее, архим. Павел. — Казань : тип. Ун-та, 1904. — [2], 63 с.
- «От Сеула до Владивостока» — путевые заметки миссионера. Москва, 1905.
  - От Сеула до Владивостока // История Российской духовной миссии в Корее. — М.: Свято-Владимирского братства. — 1999. — С. 6-114.
  - От Сеула до Владивостока. — Москва : Изд-во Сретенского монастыря, 2012. — 349 с. — (Русская Православная Церковь в дневниках и воспоминаниях). — ISBN 978-5-7533-0645-6
- «Речь при наречении во епископа Чебоксарского» // Известия Казанской Епархии. 1904. — № 22. — С. 698—701.
- К вопросу о переводах на инородческие языки. — Казань : Типо-литогр. Императорского ун-та, 1904. — 8 с.
  - «Церк. Вестн.» 1904, № 50, с. 1590, «Изв. Каз. Еп.» 1904, № 41, с. 1379—1384, № 47, с. 1570—1582.
- Еще к вопросу о переводах на инородческие языки. — Казань: типо-лит. Ун-та, 1904. — 16 с.